# Sainte-Savine
Sainte-Savine là một xã ở tỉnh Aube, thuộc vùng Grand Est ở phía bắc miền trung nước Pháp.

## Dân số
Năm 2020, tại đây có dân số là 10.496 người.

## Du lịch
Nếu đến Sainte-Savine, du khách có thể tham quan các địa điểm sau:
- Nhà thờ & thánh đường Eglise Sainte Savine
- Công viên Voie Verte des Viennes
- Các cửa hàng lưu niệm, quà tặng như: Macaron Royal, Leonidas, Dalia, Mosaik Chic...[2]